# Jesse (Speyer)
Jesse lebte im 4. Jahrhundert war ein Geistlicher und der erste bekannte Bischof des Bistums Speyer. Er ist lange vor den übrigen Bischöfen des Bistums und daher außerhalb der zusammenhängenden Bischofsliste überliefert. Über sein Leben ist sehr wenig bekannt.